# ناظم عکاری
ناظم عکاری (عربی: ناظم عكاري؛ ۱ ژانویهٔ ۱۹۰۲ – ۱۱ مارس ۱۹۸۵) سیاستمدار اهل لبنان بود. وی از ۱۰ سپتامبر ۱۹۵۲ تا ۱۴ سپتامبر ۱۹۵۲ نخست‌وزیر این کشور بود.
ناظم عکاری در ۱۱ مارس ۱۹۸۵، در سن ۸۳ سالگی درگذشت.